# Sander de Graaf
Sander de Graaf (Made, 13 de junio de 1995) es un deportista neerlandés que compite en remo.
Participó en dos Juegos Olímpicos de Verano, obteniendo una medalla de plata en París 2024, en la prueba de ocho con timonel, y el sexto lugar en Tokio 2020, en el cuatro sin timonel.
Ganó dos medallas en el Campeonato Mundial de Remo, en los años 2022 y 2023, y tres medallas en el Campeonato Europeo de Remo entre los años 2020 y 2023.

## Palmarés internacional
| Juegos Olímpicos   | Juegos Olímpicos         | Juegos Olímpicos  | Juegos Olímpicos   |
| Año                | Lugar                    | Medalla           | Prueba             |
| ------------------ | ------------------------ | ----------------- | ------------------ |
| 2024               | París (Francia)          | Medalla de plata  | Ocho con timonel   |
| Campeonato Mundial |                          |                   |                    |
| Año                | Lugar                    | Medalla           | Prueba             |
| 2022               | Račice (República Checa) | Medalla de bronce | Cuatro sin timonel |
| 2023               | Belgrado (Serbia)        | Medalla de plata  | Ocho con timonel   |
| Campeonato Europeo |                          |                   |                    |
| Año                | Lugar                    | Medalla           | Prueba             |
| 2020               | Poznań (Polonia)         | Medalla de oro    | Cuatro sin timonel |
| 2022               | Múnich (Alemania)        | Medalla de plata  | Cuatro sin timonel |
| 2023               | Bled (Eslovenia)         | Medalla de bronce | Ocho con timonel   |